# Ilex crenata
{{#ifeq:0|0|{{#if:Ilex crenata|{{#if:|[[]}}|[[]]}}}}
Ilex crenata — вид квіткових рослин з родини падубових.

## Морфологічна характеристика
Це вічнозелений кущ 5–10 метрів заввишки. Кора сіро-чорна. Молоді гілочки сірі чи чорні, поздовжньо-кутасті, густо запушені. Прилистки дрібні. Ніжка листка 2–3 мм, бороздчаста, запушена. Листова пластина абаксіально (низ) зеленувата й гола, адаксіально зелена блискуча й гола крім середньої жилки, зворотно-яйцювата, еліптична, чи видовжено-еліптична, 1–3.5 × 0.5–1.5 см, основа тупа чи клиноподібна, край городчасто-пилчастий, верхівка округла, тупа чи гострувата. Плід чорний, кулястий, 6–8 мм у діаметрі. Квітне у травні й червні; плодить у серпні — жовтні.

## Поширення
Ареал: пн.-сх. Індія, Китай, Непал, Хайнань, Японія, Корея, Курильські острови, М'янма, Сахалін, Тайвань, Тибет, пн. В'єтнам; інтродукований до США. Населяє ліси, хащі на пагорбах чи горах; 700–2100 м.

## Використання
Дуже добре піддається стрижці, цей вид часто вирощують як живопліт у Північній Америці та Японії; є кілька різновидів. Екстракт цілої рослини використовується як інгредієнт у комерційних косметичних препаратах як кондиціонер для шкіри.

## Галерея

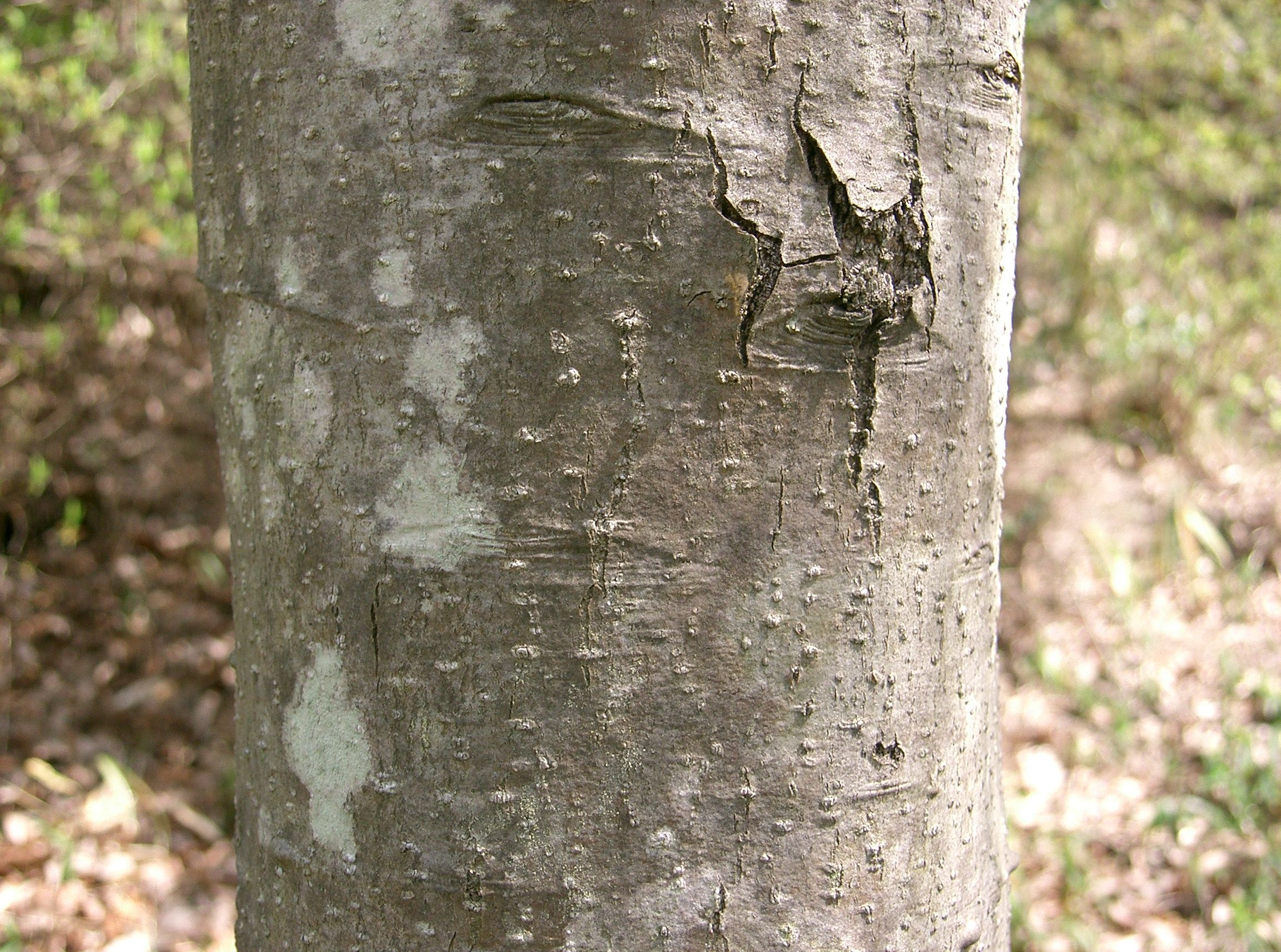
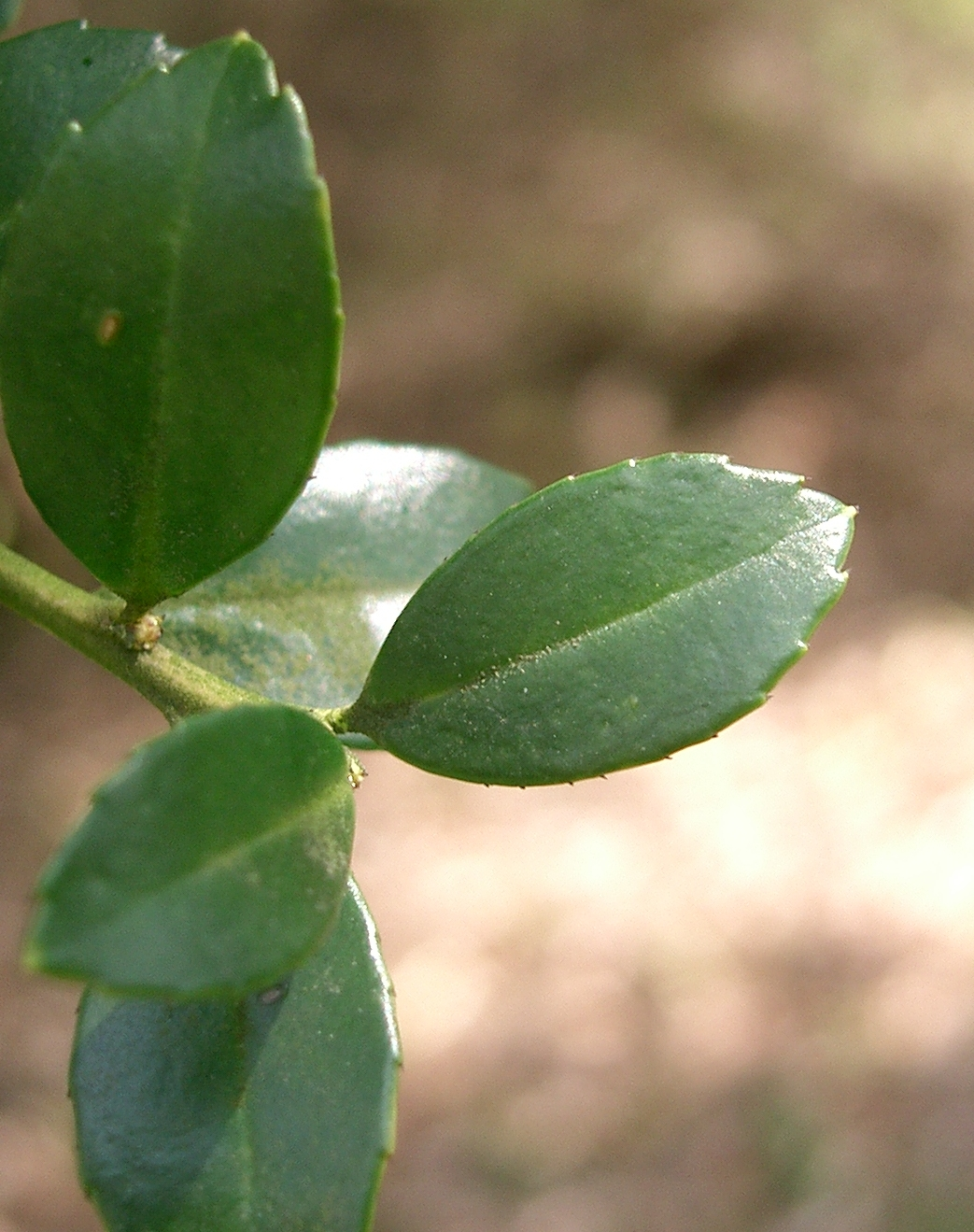
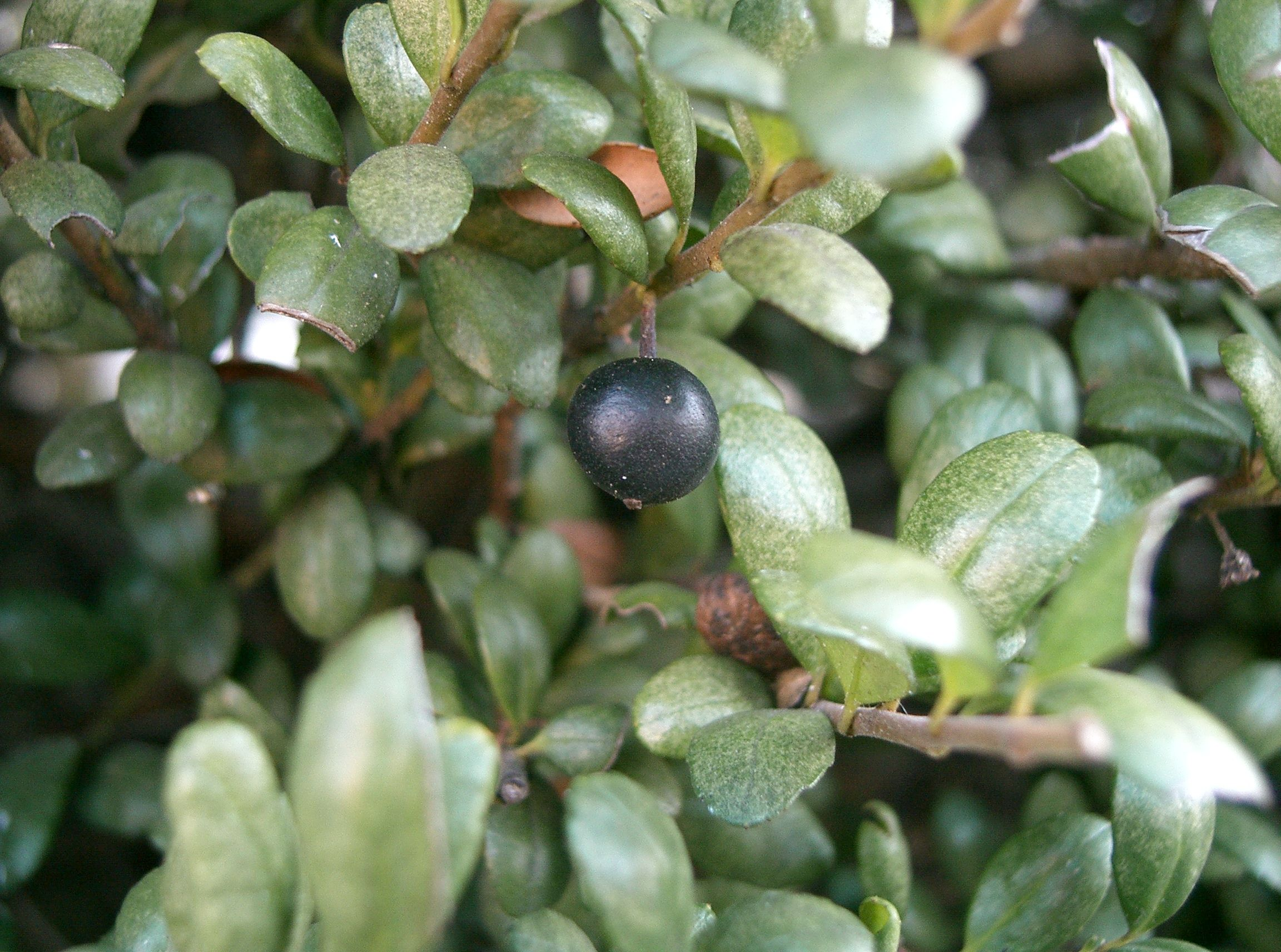